# Spelunker
Spelunker (espeleólogo) es un videojuego desarrollado en 1983 por Tim Martin y MicroGraphicImage. Es un Videojuego de plataformas similar a Pitfall! o Curse of Ra.
Originalmente lanzada por MicroGraphicImage para los ordenadores Atari 400/Atari 800 en 1983,el juego es portado posteriormente al Commodore 64 y relanzado por Brøderbund en 1984, que licencia los derechos en Europa a Ariolasoft. Se lanza una máquina arcade en 1985 y la versión MSX en 1986; la versión para Nintendo Entertainment System sale el 6 de diciembre de 1985 en Japón y en septiembre de 1987 en Norteamérica. Irem lanza una secuela para arcade y Famicom el 18 de septiembre de 1987 llamado Spelunker II: Yūsha e no Chōsen sólo en Japón. El juego es relanzado para la Consola Virtual de la Wii en Norteamérica el 17 de marzo de 2008 y en  Europa el de septiembre de 2008. Spelunker HD para PlayStation 3/PlayStation Network es lanzado el 23 de noviembre de 2010 por Tozai, Inc., que se ha hecho con los derechos de Spelunker. Conmemorando el 30 aniversario del lanzamiento original, el juego llegará el 18 de julio a la Consola Virtual (Nintendo eShop) de Nintendo 3DS

## Marco
Spelunker se encuentra en una colosal cueva, con el jugador comenzando a partir de la entrada de la cueva en la parte superior, y el objetivo es llegar al fabuloso tesoro en el fondo. Para lograr esto, el jugador debe caminar y saltar a través de cada vez más desafiante partes de la cueva, a la vez que trabaja con una oferta limitada de aire fresco, lo que podría ser repuesto en varios puntos.
Algunos de los peligros que el jugador se enfrenta en la cueva incluyen agua, terreno irregular, ventiladores de vapor, pequeñas repisas, simas, pozos mortales, y las rocas de gran tamaño que pueden hacerle perder la cabeza.  Uno de los pocos enemigos son grandes murciélagos, que dejan caer un guano mortal para el jugador. Además, un fantasma le persigue por la cueva, apareciendo al azar y tratar de llevarle al mundo de las sombras. Al pulsar la barra espaciadora (tecla B en el gamepad NES), el personaje del jugador envía una ráfaga de aire desde su botella (en la versión NES, usa una pistola de rayos), expulsa al fantasma lejos. Sin embargo, esto le deja inmóvil durante un par de segundos, por lo tanto vulnerables a otros peligros, además de agotar su suministro de aire.
Entre los objetos a recoger se encuentran cartuchos de dinamita, bengalas y llaves (que vienen en dos colores diferentes). Pulsando la tecla "D", cae un cartucho de dinamita encendido. Esto puede usarse para volar grandes rocas. (Se debe tener cuidado estar lo suficientemente lejos como para no quedar atrapados en la explosión). Las bengalas se lanzan con la tecla "F"  y se utilizan para asustar a los murciélagos. Cuando se apaga la bengala, vuelven.

## Jugabilidad
Spelunker es considerado por algunos como injustamente difícil. Gran parte de la dificultad del juego se debe al hecho de que el explorador no puede saltar alto o caer muy lejos, y por lo tanto muere fácilmente. Tampoco hay movimiento de proyectil cuando corre en el borde de un acantilado por lo que el personaje cae hacia abajo. Como tal, la precisión en la colocación y los saltos son los factores clave para completar con éxito el juego. Además, ciertas versiones del juego son muy precisos acerca de salto con cuerdas o escalas. Las versiones de NES y MSX requieren que el jugador se mueva hacia los lados antes de pulsar el botón de salto (corre el riesgo de caer de la escalera o cuerda). Las versiones de Atari y Commodore permiten que el jugador mantenga presionado el botón y pulse el joystick para hacer un solo salto desde una escalera o usar una cuerda desde una parada.
La pantalla de presentación del juego en el original Atari presentó un extracto de Pictures at an Exhibition de Modest Músorgski como música de fondo. Todas las otras versiones del juego, incluyendo el relanzamiento de Atari presentan una música de título diferente. Las versiones de NES y MSX tienen música adicional durante el juego.
La cueva en Spelunker está dividido en seis niveles. Aunque los niveles conectan a la perfección entre sí, formando un gran mapa, el juego indica claramente un cambio de nivel en ciertos puntos, mostrando el nombre del siguiente nivel y da al jugador un bono, que consiste en una vida extra y una cantidad variable de puntos. Además, dependiendo de la memoria, el siguiente nivel o dos se han cargado desde el disco en ese momento. Los niveles son los siguientes:
The ElevatorUn ascensor en el lado izquierdo de la pantalla se puede utilizar para viajar verticalmente entre las diversas vías.
The RopesUna serie de cuerdas cuelgan del techo, lo que permite al jugador a saltar de una cuerda a otra.
The FallsHay una gran cascada  dentro de la cueva, y el jugador trata de pasar las cataratas montado en un barril. Sin embargo, a menos que consiga el lanzador de la cuerda antes de que el jugador caiga con el barril en la isla, el jugador queda permanentemente atrapado, y debe empezar de nuevo.
The ShaftUn inmensamente grande géiser brota dentro de un eje vertical. Una pequeña balsa flota sobre el pilar posterior del agua, que permite al jugador viajar hacia arriba o hacia abajo cuando el géiser brota y retrocede. La gestión de su suministro de aire es un reto en este nivel, porque a veces necesita una larga espera para entrar en la balsa.
The PyramidHay una gran pirámide dentro de la cueva. El jugador debe encontrar llaves para abrir puertas cerradas en la pirámide, para continuar desde su base hasta su cima.
The TreasureUna última serie de repisas pequeñas se encuentra entre el jugador y el fabuloso tesoro.
En la versión NES, al término de la última sección, comienza una segunda búsqueda. una "búsqueda en segundo lugar" se inicia. La segunda aventura es otra instancia de los mismos mapas con algunos cambios. El esquema de color es diferente (las paredes de la cueva son verdes donde antes eran marrones) y todas las llaves de la puerta son invisibles (pero convenientemente en los mismos lugares que antes).  Durante la tercera búsqueda, las llaves siguen siendo invisibles y requieren que el jugador salte en la posición adecuada para recoger las llaves. Las misiones cuarta y quinta acelerar varios enemigos y peligros, además de exigir al jugador usar una bengala, en lugar de saltar, con el fin de recoger las llaves invisibles. Todas las misiones después de la quinta misión requieren que el jugador encienda una bengala y salte inmediatamente a recoger las llaves, así como el mantenimiento de los enemigos acelerado y peligros.

## Remakes
Sony Computer Entertainment de Japón ha lanzado Spelunker HD, conocido en Japón como Minna de Spelunker, para la PlayStation 3 como un juego descargable a través de su PSN Store. Recibió el premio de mejor venta en 2009 from Sony Computer Entertainment of Japan. El juego es un remake de la conversión a NES de la versión arcade de Irem, con gráficos de alta definición y 100 niveles (10 niveles en una gran cueva, y 10 grandes cuevas).